# Valeriana rusbyi
Valeriana rusbyi är en kaprifolväxtart som beskrevs av Nathaniel Lord Britton. Valeriana rusbyi ingår i släktet vänderötter, och familjen kaprifolväxter. Inga underarter finns listade i Catalogue of Life.